# Premiär
Premiär är den första föreställningen av ett verk som skall framföras flera gånger, till exempel en teaterpjäs, en konsert, en film eller ett sportevenemang. Om det är den första föreställningen någonsin efter verkets skapande kan man tala om en urpremiär eller ett uruppförande. En teaterpremiär är traditionellt ett festligt tillfälle, med specialinbjudna gäster och festklädd publik.
En smygpremiär (av engelska sneak preview) är en filmvisning som äger rum före den egentliga premiären.

## Historia
Raymond F. Betts tillskriver introduktionen av filmpremiären till filmproducenten Sid Grauman, som grundade Grauman's Chinese Theatre. Den första Hollywood-premiären någonsin var för filmen Robin Hood från 1922, med Douglas Fairbanks i huvudrollen, framför Grauman's Egyptian Theatre.